# 喬丹鎮區 (伊利諾伊州懷特塞德縣)
喬丹鎮區（英語：Jordan Township）是位於美國伊利諾伊州懷特塞德縣的一個行政鎮區。

## 地方資料
根據2010年美國人口普查的數據，喬丹鎮區的面積為92.90平方千米，當中陸地面積為92.90平方千米，而水域面積為0.00平方千米。當地共有人口873人，而人口密度為每平方千米9.4人。